# Domo de lava
Se procura as estruturas homónimas, veja Domo.

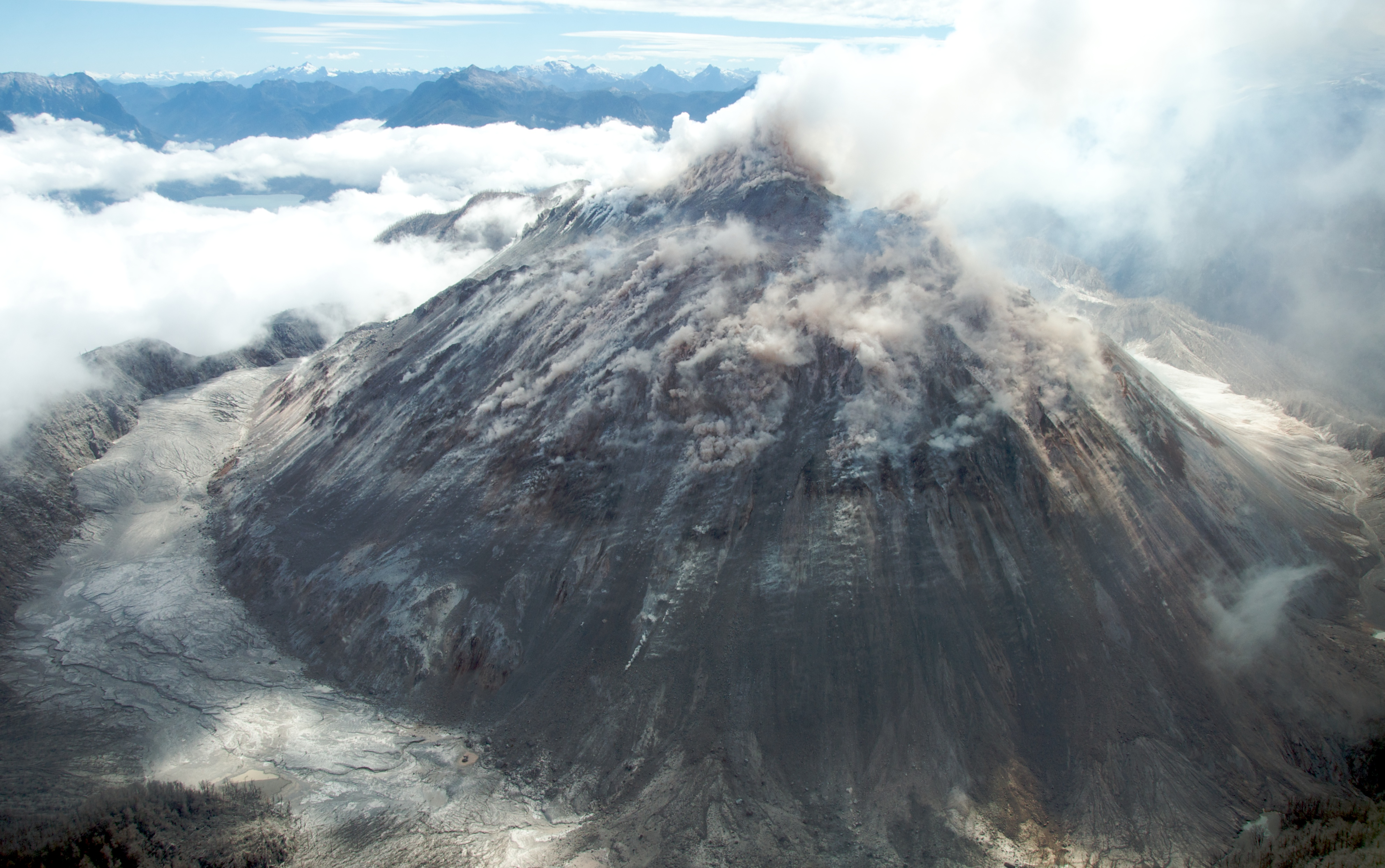
Domo de lava riolítica do vulcão Chaitén durante a erupção de 2008-2010.

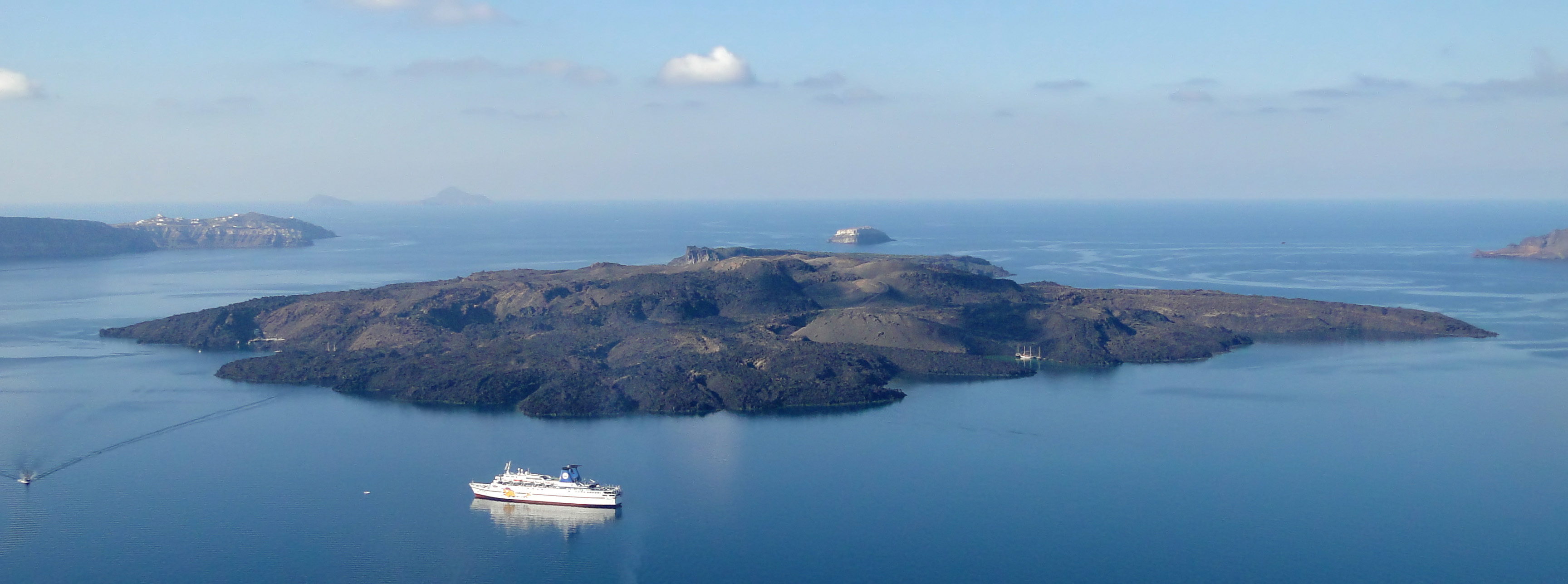
Nea Kameni visto de Thera, Santorini.

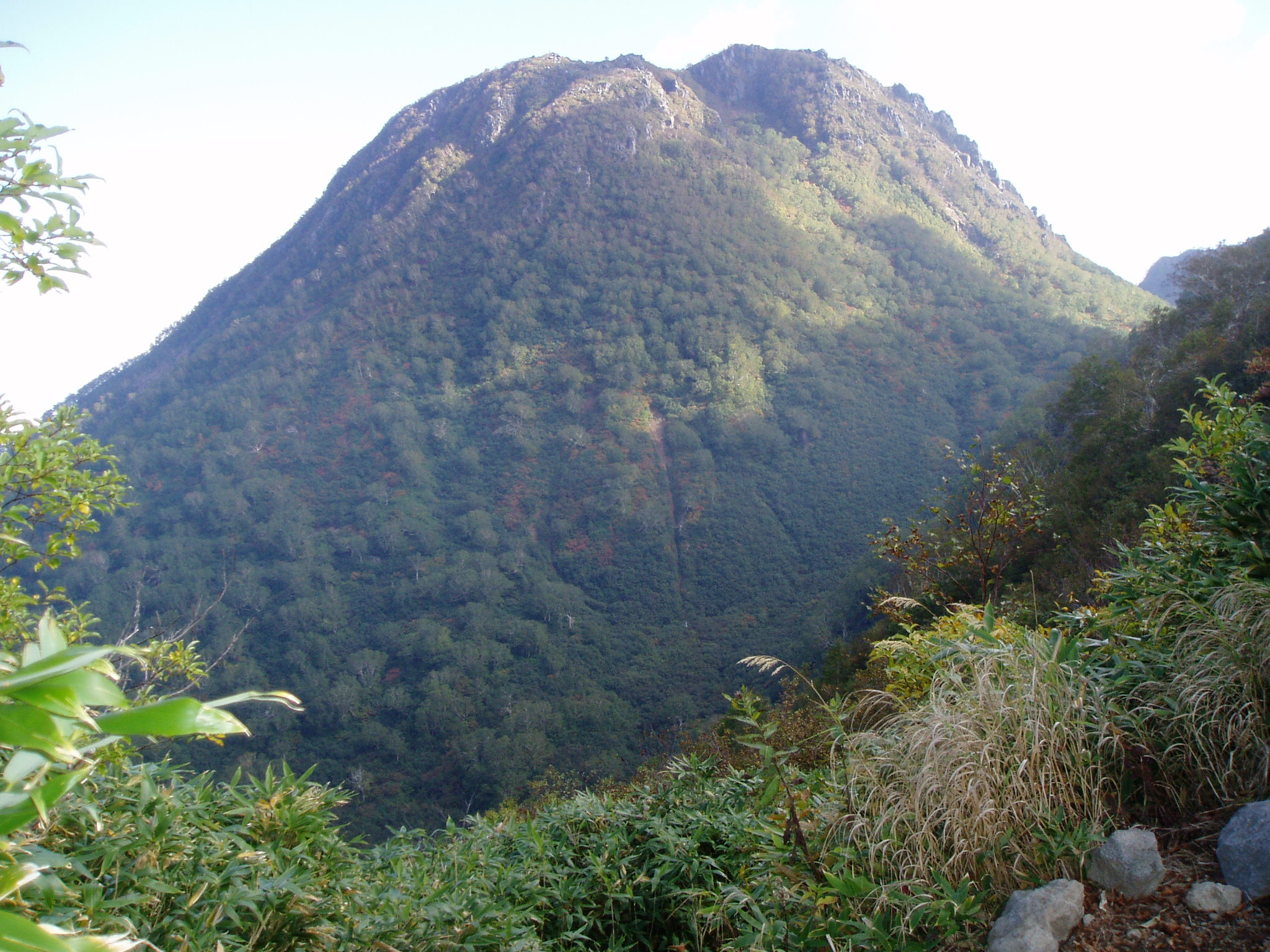
O domo lávico de Monte Myoko

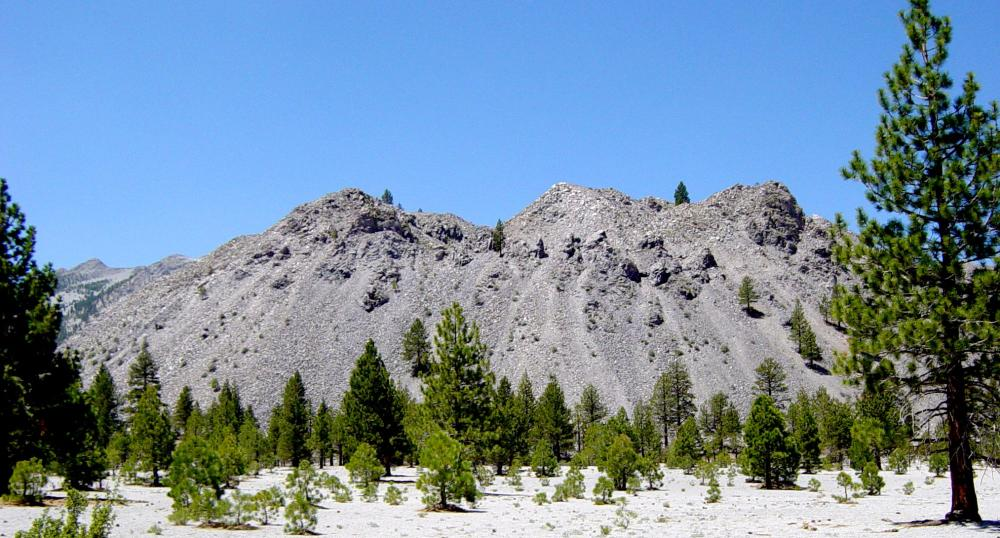
Mono-Inyo Craters, um domo riolítico

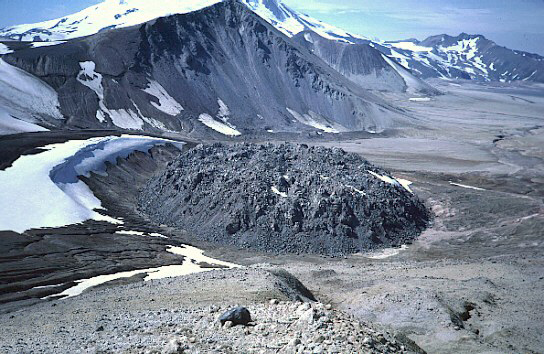
Domo de riólito no vulcão Novarupta, Parque Nacional e Reserva de Katmai, Alaska. Resultou do evento inicial de uma grande erupção que ocorreu em 1912. Aquele evento causou o colapso do cume do Katmai, situado nas proximidades, e originou o denominado Vale das Dez Mil Fumarolas

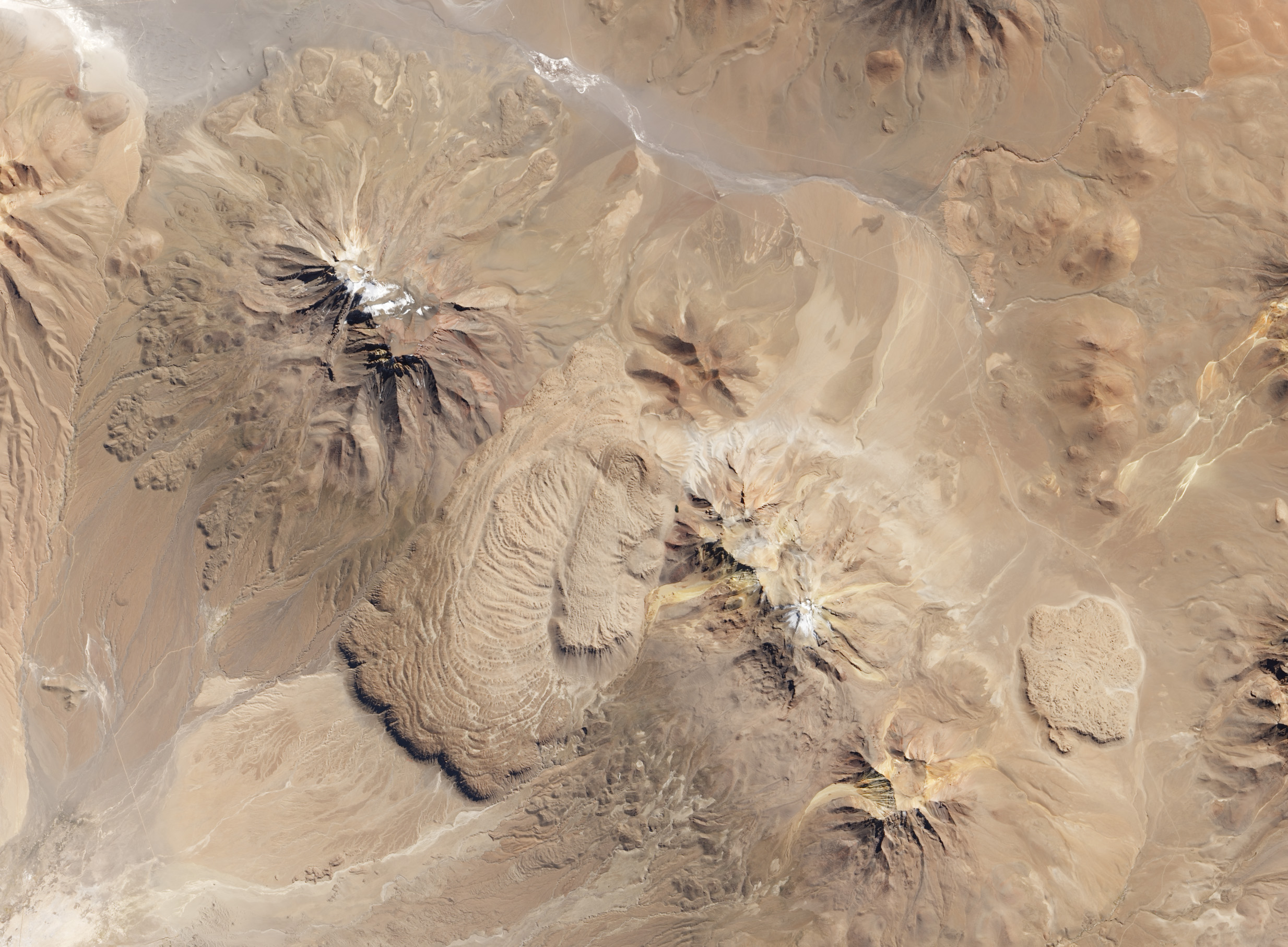
[Domos de fluxo em coulée formada por dacitos do Cerro Chao (centro esquerdo), norte do Chile, visto do Landsat 8.

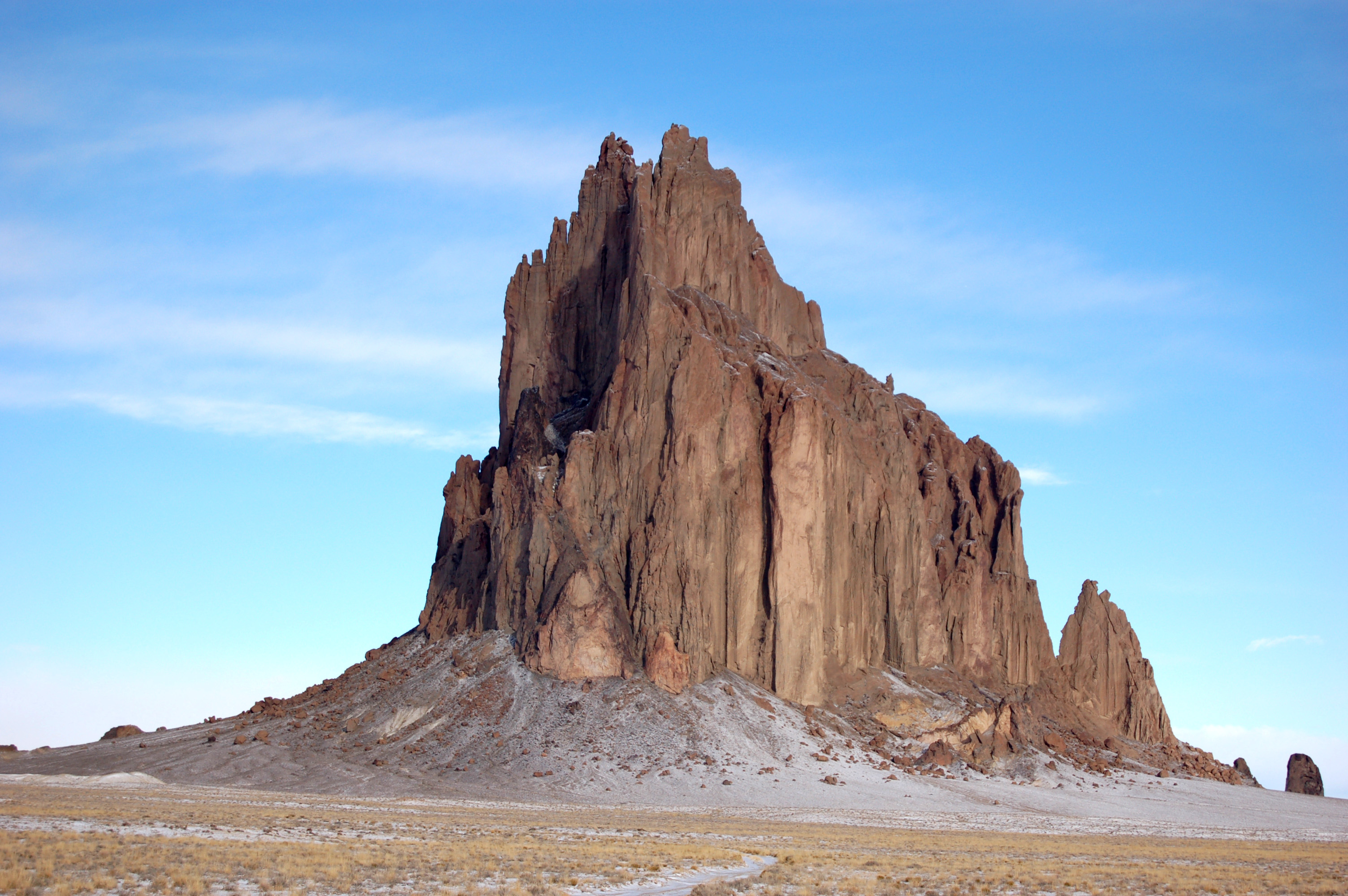
Shiprock, agulhas remanescentes do domo formado por um vulcão extinto

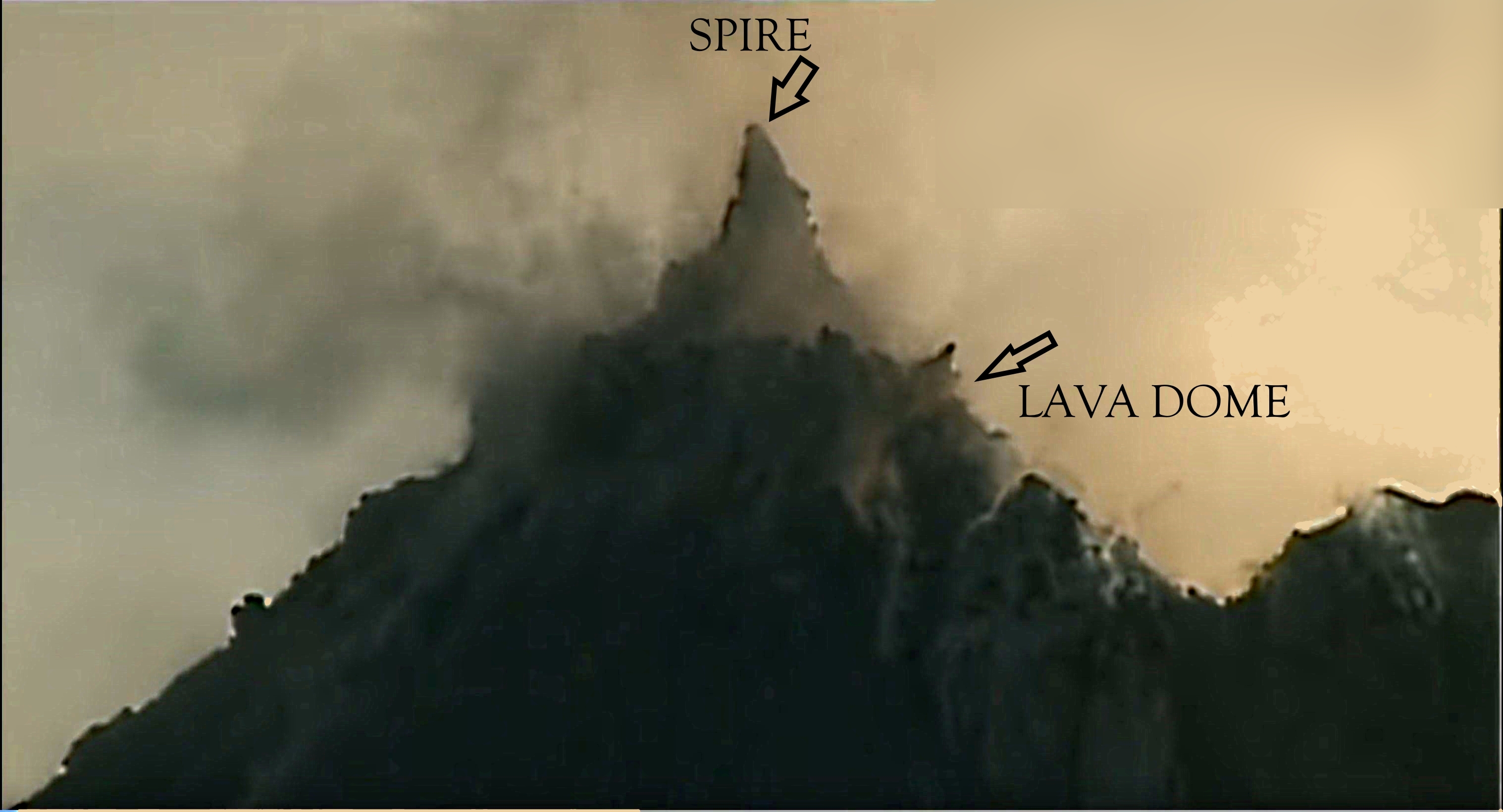
A agulha de lava de Soufrière Hills antes da erupção de 1997.

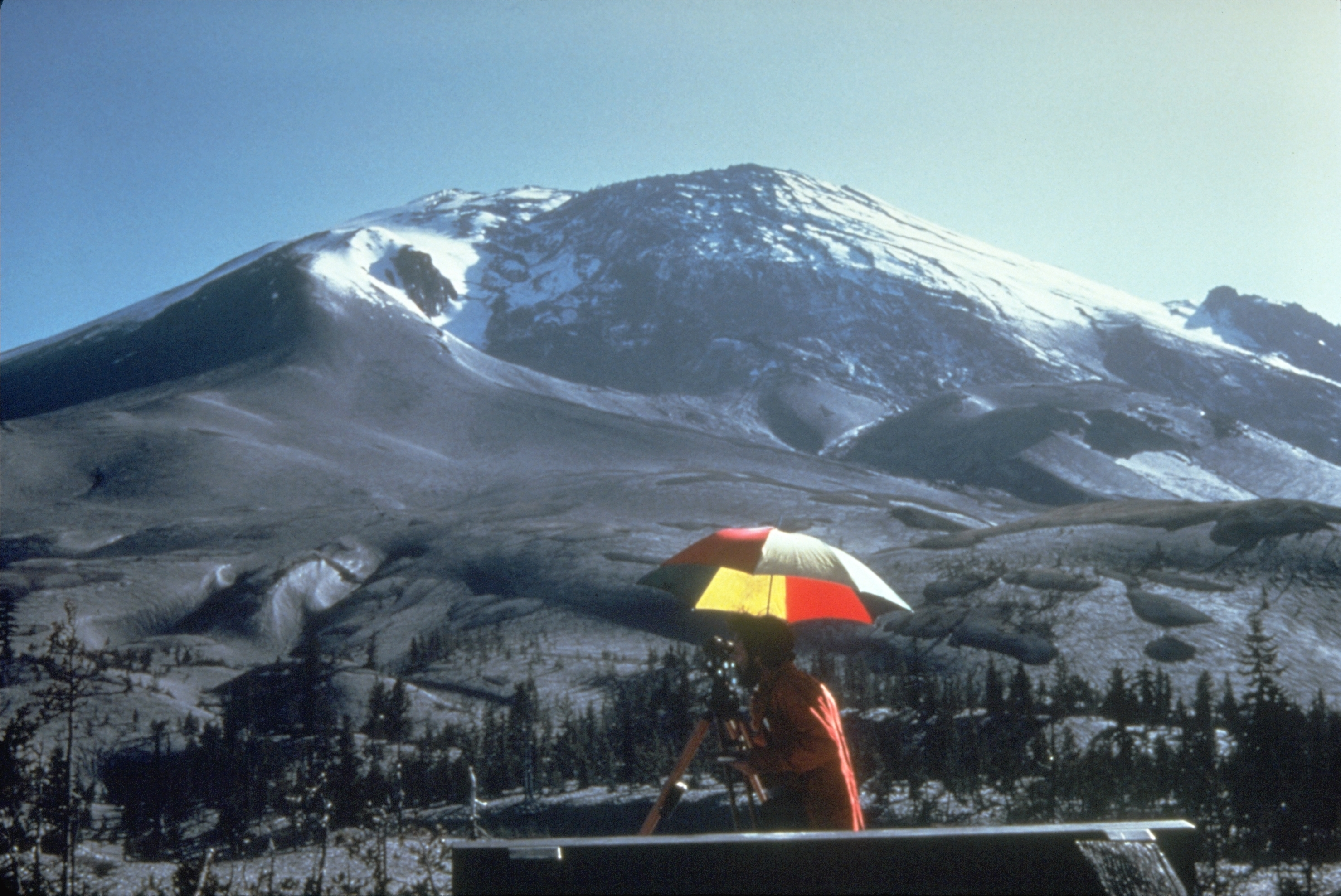
Vista do Monte Santa Helena em 27 de abril de 1980, antes da erupção, com os flancos deformados por um cripto-domo

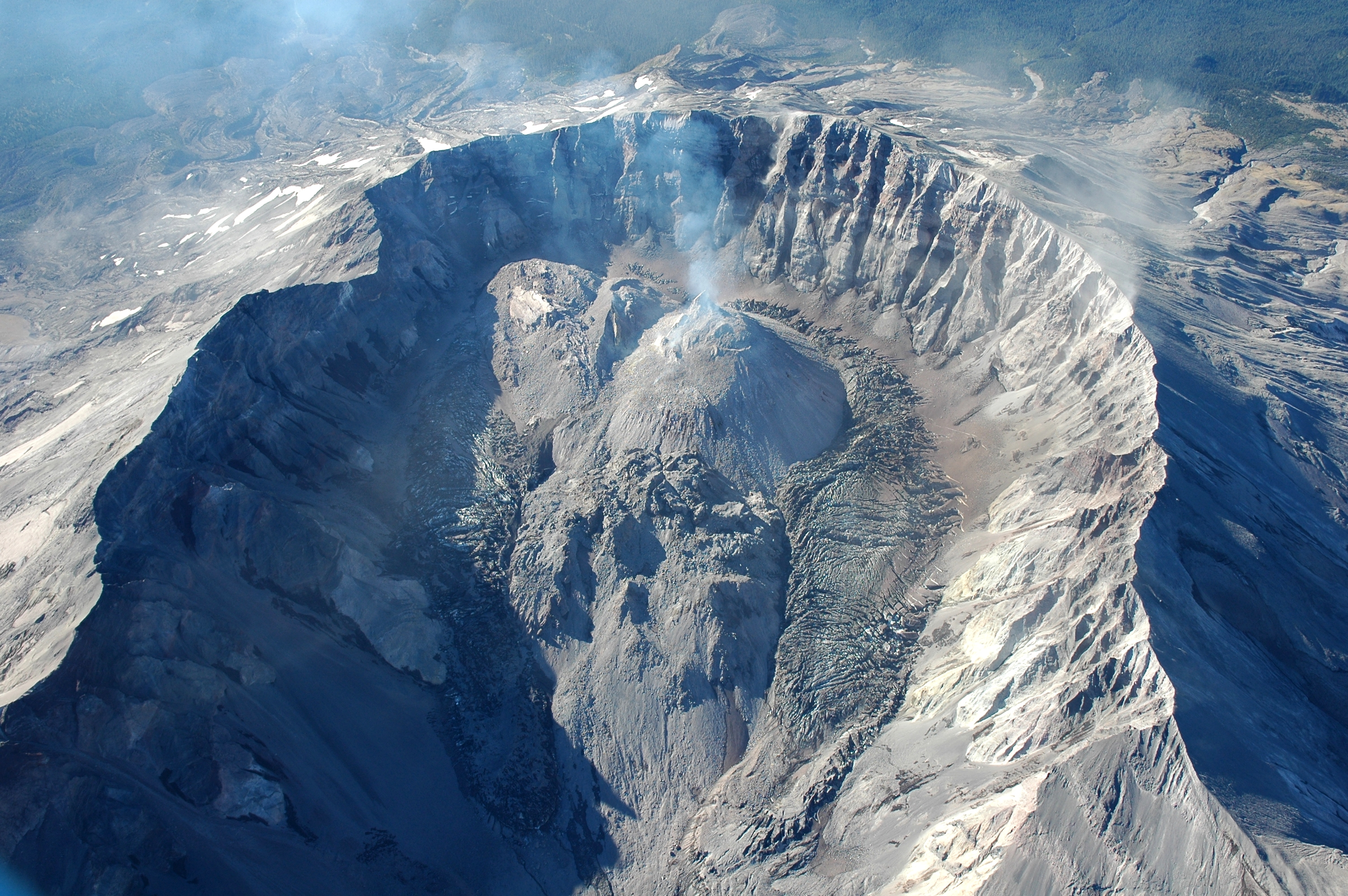
Domos lávicos na cratera do Mount St. Helens.

Domo de lava (domo vulcânico ou, por vezes, doma) é a designação dada em geomorfologia e em vulcanologia às formações geológicas formadas pela erupção de lavas muito viscosas, em geral de natureza andesítica, traquítica, dacítica ou riolítica. Os domos são montículos, frequentemente de configuração aproximadamente circular, originados pela erupção lenta de lava rica em sílica, em geral associada a vulcanismo secundário, cuja viscosidade elevada impede o seu normal escoamento pelos flancos do vulcão, obstruindo assim o ponto de emissão da lava.

## Descrição
Em vulcanologia, um domo de lava, ou domo lávico, é uma colina globosa, por vezes quase circular, resultante da extrusão lenta de lava com elevada viscosidade a partir de um vulcão alimentado por um magma rico em sílica. As erupções que levam à formação de domos, ou das suas variantes, incluindo as coulées, são comuns, particularmente em zonas de fronteira entre placas tectónicas convergentes. Cerca de 6% das erupções na Terra formam domos de lava. A geoquímica dos domos de lava pode variar entre o basalto (por exemplo, Semeru, 1946) e o riolito (por exemplo, Chaitén, 2010), embora a maioria seja de composição intermédia (como no Santiaguito), com dacitos, andesito e traquitos.
A forma caraterística de domo cupuliforme é atribuída à alta viscosidade que impede a lava de fluir para muito longe. Esta alta viscosidade pode ser obtida de duas maneiras: por altos níveis de sílica no magma, ou por desgaseificação do magma fluido. Uma vez que os domos basálticos, traquíticos e andesíticos sofrem rápida meteorização e se fragmentam facilmente com a entrada de novos fluxos de lava fluida, a maioria dos domos preservados tem um elevado teor de sílica e são constituídos por traquitos, riolitos ou dacitos.
A presença de domos de lava foi sugerida para explicar algumas estruturas abobadadas existentes na Lua, Vénus e Marte,

### Origem e características
Um domo vulcânico forma-se em resultado da acumulação de lavas cuja viscosidade, ou aderência, não permite um fluxo com velocidade suficiente para que o material lávico se afaste do ponto de emissão antes de solidificar. Em consequência desta incapacidade de drenagem, forma-se uma estrutura rochosa cupuliforme, o domo, directamente assente sobre a estrutura emissora, em muitos casos, penetrando e deformando as formações geológicas encaixantes. A principal causa da elevada viscosidade é a riqueza em sílica do material emitido, em geral lavas que por arrefecimento originam rochas andesíticas, traquíticas, dacíticas ou riolíticas.
Nessas circunstâncias, a lava emitida pelo vulcão deixa de fluir, ou flui insuficientemente, formando uma cúpula em cima da abertura vulcânica. Esta massa pode assumir diferentes formas, mas geralmente assemelha-se a uma cúpula domiforme, daí o seu nome, medindo em geral de alguns metros até várias centenas de metros de altura. Estes domos podem formar-se no topo de um vulcão, nos seus flancos ou de forma isolada, podendo constituir parte importante, ou mesmo a totalidade, do edifício vulcânico.
Quando a massa de lava estruída não é suficiente para diminuir a pressão na câmara magmática, particularmente em magmas ricos em gases, a obstrução pode levar ao aumento da pressão no interior da estrutura e à criação de condições de explosividade. Devido a esta possibilidade de acumulação de pressão, particularmente quando na presença de gases, os domos podem sofrer ao longo da sua história erupções explosivas que podem produzir plumas vulcânicas de cinzas e gases ou, quando as condições o permitam, a formação de nuvens ardentes.
Uma nuvem ardente forma-se quando um domo de lava colapsa na fase em que ainda estão presentes quantidades apreciáveis de rocha fundida e gases, o que produz um fluxo piroclástico a elevada temperatura, uma das formas mais letais de actividade vulcânica. Outros perigos relacionados com os domos de lava são a formação de lahars iniciados por fluxos piroclásticos nas proximidades de zonas de acumulação de neve ou gelo ou na presença de grandes massas de material geológico saturado em água.
Os domos, especialmente os que alcançam alturas de várias centenas de metros, podem crescer lentamente e de forma contínua durante meses ou mesmo anos. Os flancos destes grandes domos de lava são estruturas formadas por troços instáveis de rocha, em geral marcados por grandes movimentos de massa.
Os domos podem formar-se no interior do edifício vulcânico pela intrusão de lavas viscosas que não chegam a emergir na superfície. Nesse caso, as rochas formadas pelo arrefecimento in loco podem posteriormente aflorar em resultado da actividade erosiva devido à maior resistência à meteorização dos materiais que os constituem, formando então agulhas rochosas que se destacam na paisagem.
Os domos de lava são um dos principais traços dos estratovulcões de todo o mundo, especialmente os situados ao longo das margens subductivas das placas tectónicas, tendo como rochas mais frequentes nas cúpulas vulcânicas o andesito e o dacito. No processo de subducção as rochas sedimentares são empurradas para zonas profundas sob a margem continental onde são derretidas, formando um magma rico em gás que sobe na crusta e preenche câmaras magmáticas com uma magma secundário, muito viscoso e rico em gás. Estes magmas podem permanecer por longos períodos nas áreas superiores da crusta sem provocarem uma erupção, num processo de dormência que é em geral quebrado pela entrada na câmara de magma basáltico, fluido e muito quente, oriundo das regiões profundas do manto. Com a entrada deste magma, cuja fluidez e temperatura permite que penetre profundamente na massa magmática já contida na câmara, ocorre o chamado "efeito de mistura de magma", o qual resulta no aquecimento do magma secundário, provocando a sua fusão e o consequente processo físico-químico de reversão do processo de cristalização. Deste processo resulta a formação de um magma relativamente frio (de 800 °C a 980 °C), saturada em sílica e em gases, onde se desenvolvem pressões extremamente elevadas. Estas pressões forçam a subida do material através das zonas de fractura das rochas encaixantes, que sofrem no processo grandes deformações. Quando este material atinge a superfície forma lava muito viscosas, incapazes de fluir, que se acumulam em domos sobre o ponto de extrusão.
Entre os domos de lava mais activos do mundo incluem-se os localizados no Monte Merapi, na zona central de Java na Indonésia, Soufriere Hills em Montserrat e o Monte Santa Helena no Estado de Washington. Lassen Peak, no norte da Califórnia, é um dos maiores domos de lava do mundo, conhecido por ser o único vulcão da cordilheira Cascade, para além do Monte Santa Helena, que teve actividade eruptiva no século XX (esteve activo no período 1914–1921).

### Evolução dos domos
Os domos lávicos evoluem de forma imprevisível, devido à dinâmica não linear causada pela cristalização e desgaseificação da lava altamente viscosa nas condutas que transportam o magma que lhes dá origem. Os domos, durante a formação e na fase de exposição à meteorização sofrem vários processos, como o crescimento, o colapso, a solidificação e a erosão, os quais vão lentamente alterando as suas características morfológicas.
Os domos de lava crescem por atividade endogénica ou atividade exogénica. O primeiro caso implica o alargamento do domo de lava devido ao influxo de magma no interior da estrutura, e o segundo refere-se a lóbulos separados de lava intercalados na superfície do domo. No processo, é a elevada viscosidade da lava que a impede de fluir para longe da abertura de onde extrude, criando uma estrutura cupoliforme de lava viscosa que depois arrefece lentamente no local.
As agulhas de lava e as coulées de lava são produtos extrusivos comuns dos domos de lava. Os domos podem atingir alturas de várias centenas de metros e podem crescer lenta e continuamente durante meses (por exemplo, o vulcão Unzen), ou mesmo anos (por exemplo, o vulcão Soufrière Hills) ou até séculos (por exemplo, o vulcão Monte Merapi). Os lados destas estruturas são compostos por detritos rochosos instáveis.
Devido à acumulação intermitente de pressão de gás, os domos em erupção podem frequentemente registar episódios de erupção explosiva. Se parte de um domo de lava colapsar e deixar exposto magma pressurizado, podem ser produzidos fluxos piroclásticos. Outros perigos associados aos domos de lava são a destruição de bens por fluxos de lava, incêndios florestais e produção de lahars desencadeados pela remobilização de cinzas e detritos soltos. Os domos de lava são uma das principais características estruturais dos estratovulcões em todo o mundo. Os domos de lava são propensos a explosões invulgarmente perigosas, uma vez que podem conter lava riolítica rica em sílica.
As características das erupções que formam domos lávicos incluem sismicidade superficial, de longo período e híbrida, que é atribuída a pressões excessivas de fluidos na câmara eruptiva. Outras características dos domos lávicos são a sua forma hemisférica, os ciclos de crescimento dos domos durante longos períodos e o início súbito de atividade explosiva violenta. A taxa média de crescimento do domo pode ser usada como um indicador aproximado da taxa de fornecimento de magma, mas não mostra nenhuma relação sistemática com o momento ou as características das explosões de lava.
O colapso gravitacional de um domo de lava pode produzir um fluxo de blocos vulcânicos e de cinzas.

## Geomorfologia
Consoante a topografia do terreno que rodeia o ponto de emissão da lava, e a composição desta, o domo pode adoptar uma forma e uma dinâmica particular:
- Se a lava é extremamente viscosa, ou a pressão no interior da câmara magmática é insuficiente para provocar a completa extrusão do material, pode solidificar na câmara magmática ou nos ductos (chaminés), formando um rolhão que pode posteriormente emergir lentamente à superfície ou levar o sistema a funcionar como a câmara de um pistão, expulsando o seu conteúdo como uma massa de lava sólida;[2]
- Se a lava é um pouco menos viscosa, forma um domo composto de agulhas de lava que, quando expostas pela erosão que retira os materiais de recobrimento mais friáveis, formam as típicas estruturas casteliformes, autênticas torres ou dedos de rocha que marcam algumas paisagem vulcânicas antigas. Quando rodeadas pelo material detrítico que se acumula em seu torno, formam domos peleanos;[2]
- Se o terreno é relativamente aplainado, mas com obstáculos horizontais capazes de reter a lava, e esta é relativamente fluida, o domo de lava resultante apresente flancos abruptos e um topo plano;[2]
- Se o terreno apresenta uma pendente não obstruída e a lava é relativamente fluida, o domo de lava escoa de forma assimétrica segundo a pendente, formando um domo-escoada, ou coulée;[2]
- Se a lava não chega a atingir a superfície do terreno circundante, acumula-se no interior da formação geológica que, por esta via, pode sofrer importantes deformações, e forma um cripto-domo.[2]

### Criptodomo
Um criptodomo (do grego κρυπτός, kryptos, "escondido, secreto") é uma estrutura em forma de cúpula criada pela acumulação de magma viscoso a pouca profundidade.
Um exemplo da formação de um criptodomo ocorreu no período imediatamente anterior à erupção de maio de 1980 do Monte St. Helens, onde a erupção explosiva começou depois de um deslizamento de terras vulcânico ter provocado o colapso da parte lateral do vulcão, levando à descompressão explosiva do criptodomo subterrâneo ali formado.

### Agulha de lava
Uma agulha de lava, ou pináculo de lava, é um crescimento que se pode formar no topo de um domo de lava. Uma coluna de lava pode aumentar a instabilidade do domo de lava subjacente. Um exemplo recente de uma agulha de lava é a estrutura formada em 1997 no vulcão Soufrière Hills, em Montserrat.

### Coulée
Coulées são domos de lava que sofreram algum fluxo a partir da sua posição original, assemelhando-se assim tanto a domos de lava como a escoadas de lava.
A maior escoada de dacito conhecida é o complexo de domos de dacito de Cerro Chao, um enorme domo em coulée entre dois vulcões no norte do Chile. Esta escoada tem mais de 14 km de comprimento, com características de fluxo óbvias, como cristas de pressão, e uma frente de escoada com 400 m de altura (a linha escura recortada no canto inferior esquerdo da imagem ao lado). Há outro fluxo coulée proeminente no flanco do vulcão Llullaillaco, na Argentina, e outros exemplos nos Andes.

## Exemplos de domos lávicos
Entre muitos outros, apontam-se os seguintes exemplos de domos de lava:
| Nome do domo de lava                      | País                             | Região vulcânica                                   | Composição          | Última erupção ou episódio efusivo |
| ----------------------------------------- | -------------------------------- | -------------------------------------------------- | ------------------- | ---------------------------------- |
| Chaitén                                   | Chile                            | Cinturão vulcânico dos Andes Zona Vulcânica do Sul | Riolito             | 2009                               |
| Ciomadul                                  | Roménia                          | Cárpatos                                           | Dacito              | Pleistoceno                        |
| Cordón Caulle                             | Chile                            | Zona Vulcânica do Sul                              | Riodacito a Riolito | Holoceno                           |
| Galeras                                   | Colômbia                         | Zona Vulcânica do Norte                            | desconhecido        | 2010                               |
| Katla                                     | Islândia                         | Hotspot da Islândia                                | Riolito             | 1999 em diante                     |
| Lassen Peak                               | Estados Unidos                   | Cascade Volcanic Arc                               | Dacito              | 1917                               |
| Black Butte (Siskiyou County, Califórnia) | Estados Unidos                   | Cascade Volcanic Arc                               | Dacito              | 9500 BP                            |
| Bridge River Vent                         | Canadá                           | Cascade Volcanic Arc                               | Dacito              | ca. 300 BC                         |
| La Soufrière                              | Saint Vincent and the Grenadines | Arco vulcânico das Pequenas Antilhas               |                     | 2021                               |
| Monte Merapi                              | Indonésia                        | Arco vulcânico de Sunda                            | desconhecido        | 2010                               |
| Nea Kameni                                | Grécia                           | Arco vulcânico do sul do Egeu                      | Dacito              | 1950                               |
| Novarupta                                 | Estados Unidos                   | Arco vulcânico das Aleutas                         | Riolito             | 1912                               |
| Nevados de Chillán                        | Chile                            | Zona Vulcânica do Sul                              | Dacito              | 1986                               |
| Pico Rachado                              | Açores                           | Vulcão de Santa Bárbara                            | Traquito            | c. 20 000 anos BP                  |
| Puy de Dôme                               | França                           | Chaîne des Puys                                    | Traquito            | c. 5760 BC                         |
| Santa María                               | Guatemala                        | Arco vulcânico da América Central                  | Dacito]             | 2009                               |
| Sollipulli                                | Chile                            | Zona Vulcânica do Sul                              | Andesito a dacito   | 1240 ± 50 years                    |
| Soufrière Hills                           | Montserrat                       | Pequenas Antilhas                                  | Andesito            | 2009                               |
| Monte Saint Helens                        | Estados Unidos                   | Cascade Volcanic Arc                               | Dacito              | 2008                               |
| Torfajökull                               | Islândia                         | Hotspot da Islândia                                | Riolito             | 1477                               |
| Tata Sabaya                               | Bolívia                          | Andes                                              | desconhecido        | ~ Holoceno                         |
| Tate-iwa                                  | Japão                            | Arco vulcânico do Japão                            | Dacito              | Mioceno                            |
| Tatun                                     | Taiwan                           |                                                    | Andesito            | 648                                |
| Valles                                    | Estados Unidos                   | Jemez Mountains                                    | Riolito             | 50,000-60,000 BP                   |
| Wizard Island                             | Estados Unidos                   | Cascade Volcanic Arc                               | Riodacito           | 2850 BC                            |